# Gmina Puka (Okręg Puka)
Gmina Puke (alb. Bashkia Pukë) – gmina miejska położona w północno-zachodniej części kraju. Administracyjnie należy do okręgu Puka w obwodzie Szkodra. Jej powierzchnia wynosi 4021 ha. W 2012 roku populacja wynosiła 5479 mieszkańców.